# Postulats de la mécanique quantique
 (février 2023).
Si vous disposez d'ouvrages ou d'articles de référence ou si vous connaissez des sites web de qualité traitant du thème abordé ici, merci de compléter l'article en donnant les références utiles à sa vérifiabilité et en les liant à la section « Notes et références ».
Pour les articles homonymes, voir quantique.

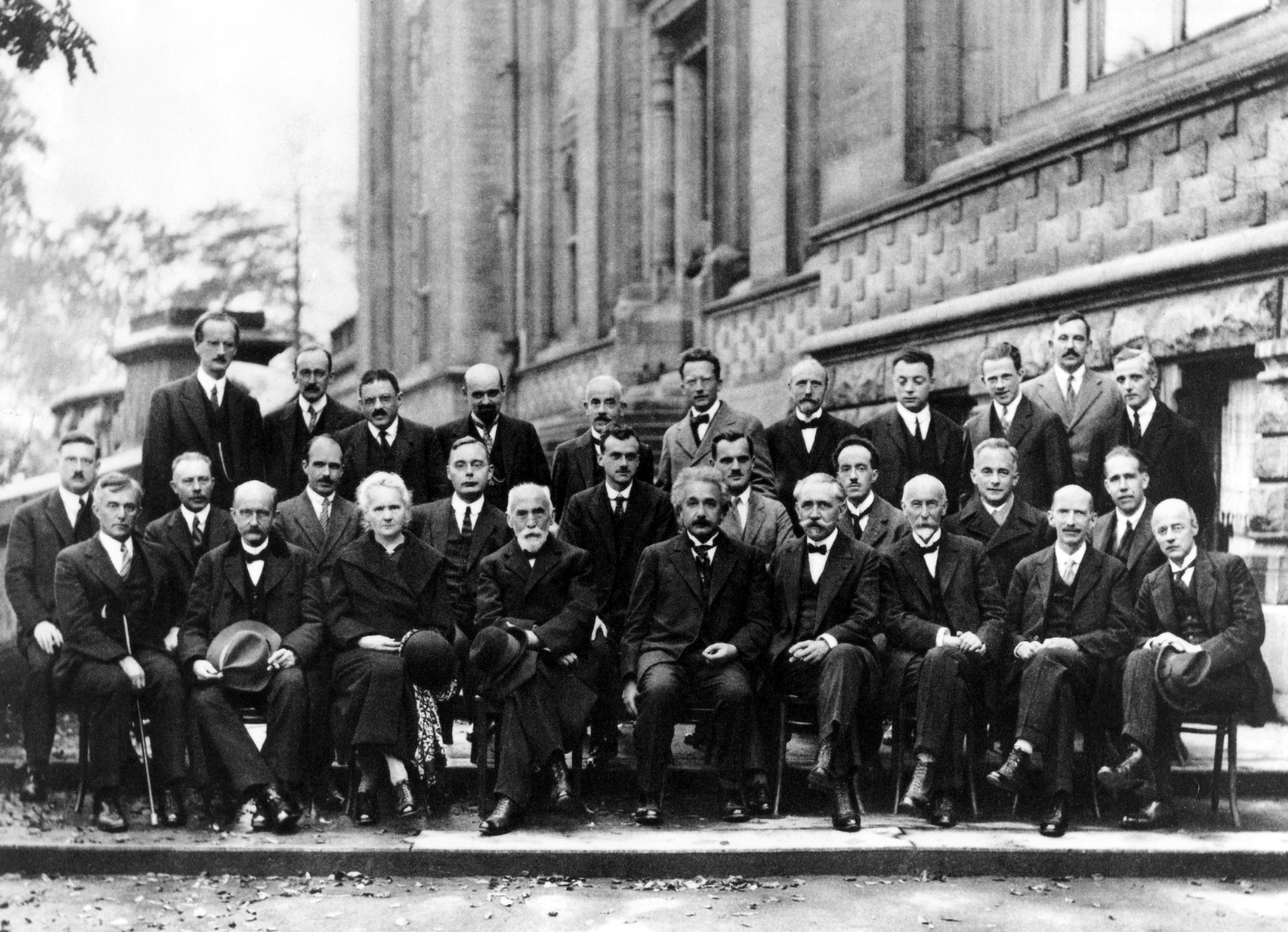
Participants au Congrès Solvay de 1927 sur la mécanique quantique

Cet article traite des postulats de la mécanique quantique. La description du monde microscopique que fournit la mécanique quantique s'appuie sur une vision radicalement nouvelle, et s'oppose en cela à la mécanique classique. Elle repose sur des postulats.
S'il existe un très large consensus entre les physiciens sur la manière de réaliser les calculs qui permettent de rendre compte des phénomènes quantiques et de prévoir leur évolution, il n'existe pas en revanche de consensus sur une manière unique de les expliquer aux étudiants. C'est la raison pour laquelle le nombre, l'ordre et surtout la formulation des postulats de la mécanique quantique peuvent varier selon les sources,.
La plupart du temps, les postulats sont mentionnés comme étant au nombre de six et présentés d'une manière proche de la manière suivante, qui sera explicitée et développée dans la suite de cet article:
1. L'état d'un système quantique est défini par un vecteur qui est une combinaison linéaire, avec des coefficients complexes, d'états de base. (Principe de superposition)
2. Les observables physiques (c'est-à-dire les «choses qu'on mesure»[3]) sont représentées par des opérateurs mathématiques. (Principe de correspondance)
3. Les mesures ne peuvent pas donner d'autres résultats que ceux qui correspondent à des valeurs propres de ces opérateurs mathématiques. (Principe de quantification[4]) Les vecteurs propres qui correspondent à ces valeurs propres forment une base de l'espace des états de ce système[5].
4. Les calculs mathématiques fournissent la probabilité d'observer tel ou tel résultat de mesure[6]. (Règle de Born et Principe de décomposition spectrale[4])
5. La mesure modifie l'état du système quantique mesuré de manière à faire disparaître les probabilités qui ne se sont pas réalisées. (Principe de réduction du paquet d'onde)
6. L'évolution dans le temps du système quantique est fixée par l'équation de Schrödinger.

## Formulation mathématique
La formulation mathématique de la mécanique quantique, dans son usage général, fait largement appel à la notation bra-ket de Dirac, qui permet de représenter de façon concise les opérations sur les espaces de Hilbert utilisés en analyse fonctionnelle. Cette formulation est souvent attribuée à John von Neumann.
Soit {\displaystyle {\mathcal {H}}} un espace de Hilbert complexe séparable. L'ensemble des états est l'espace projectif {\displaystyle {\mathcal {H}}P} formé sur {\displaystyle {\mathcal {H}}} ; autrement dit un état est une droite vectorielle (complexe) de {\displaystyle {\mathcal {H}}}. Un opérateur est une transformation linéaire d'un sous-espace dense de {\displaystyle {\mathcal {H}}} vers {\displaystyle {\mathcal {H}}}.
Si cet opérateur est continu, alors cette transformation peut être prolongée de façon unique à une transformation linéaire bornée de {\displaystyle {\mathcal {H}}} vers {\displaystyle {\mathcal {H}}}.
Par tradition, les choses observables sont identifiées avec des opérateurs, bien que ce soit discutable, particulièrement en présence des symétries. C'est pourquoi certains préfèrent la formulation d'état de densité.
Dans ce cadre, le principe d'incertitude d'Heisenberg devient un théorème au sujet des opérateurs non-commutatifs.
En outre, on peut traiter des observables continues et discrètes ; dans le premier cas, l'espace de Hilbert est un espace de fonctions d'onde de carré intégrables.

## Les postulats

### Postulat I
Définition de l'état quantique
La connaissance de l'état d'un système quantique est complètement contenue, à l'instant t, dans un vecteur normalisable d'un espace de Hilbert {\displaystyle {\mathcal {H}}}. 
Ce vecteur est habituellement noté sous la forme d'un ket {\displaystyle |\psi (t)\rangle }.

### Postulat II
Principe de correspondance
À toute propriété observable, par exemple la position, l'énergie ou le spin, correspond un opérateur hermitien linéaire agissant sur les vecteurs d'un espace de Hilbert {\displaystyle {\mathcal {H}}}. Cet opérateur est nommé observable.
Les opérateurs associés aux propriétés observables sont définis par des règles de construction qui reposent sur un principe de correspondance :
L'opérateur de position{\displaystyle {\hat {\mathbf {Q} }}=\mathbf {r} }
L'opérateur d'énergie potentielle classique ou électromagnétique{\displaystyle {\hat {V}}(\mathbf {r} )=V_{cl}(\mathbf {r} )}
L'opérateur de quantité de mouvement{\displaystyle {\hat {\mathbf {P} }}(\mathbf {r} )=-i\hbar \nabla }, où {\displaystyle \nabla } désigne le gradient des coordonnées {\displaystyle \mathbf {r} }
L'opérateur de moment angulaire{\displaystyle {\hat {\mathbf {L} }}(\mathbf {r} )={\hat {\mathbf {Q} }}\times {\hat {\mathbf {P} }}=-i\hbar \mathbf {r} \times \nabla }
L'opérateur d'énergie cinétique{\displaystyle {\hat {K}}(\mathbf {r} )={\frac {{\hat {\mathbf {P} }}\cdot {\hat {\mathbf {P} }}}{2m}}=-{\frac {\hbar ^{2}}{2m}}\nabla ^{2}}
L'opérateur d'énergie totale, appelé hamiltonien{\displaystyle {\hat {H}}={\hat {K}}+{\hat {V}}={\hat {K}}(\mathbf {r} )+V_{cl}(\mathbf {r} )}
L'opérateur action du système, appelé lagrangien{\displaystyle {\hat {L}}={\hat {K}}-{\hat {V}}}
| Propriété                            | Observable |
| ------------------------------------ | --- |
| Position                             | {\displaystyle {\hat {\mathbf {Q} }}=\mathbf {r} } |
| Énergie potentielle                  | {\displaystyle {\hat {V}}(\mathbf {r} )=V_{cl}(\mathbf {r} )} |
| Quantité de mouvement                | {\displaystyle {\hat {\mathbf {P} }}(\mathbf {r} )=-i\hbar \nabla }, où {\displaystyle \nabla } désigne le gradient des coordonnées {\displaystyle \mathbf {r} } |
| Moment angulaire                     | {\displaystyle {\hat {\mathbf {L} }}(\mathbf {r} )={\hat {\mathbf {Q} }}\times {\hat {\mathbf {P} }}=-i\hbar \mathbf {r} \times \nabla }                         |
| Énergie cinétique                    | {\displaystyle {\hat {K}}(\mathbf {r} )={\frac {{\hat {\mathbf {P} }}\cdot {\hat {\mathbf {P} }}}{2m}}=-{\frac {\hbar ^{2}}{2m}}\nabla ^{2}}                     |
| Énergie totale, appelé hamiltonien   | {\displaystyle {\hat {H}}={\hat {K}}+{\hat {V}}={\hat {K}}(\mathbf {r} )+V_{cl}(\mathbf {r} )}                                                                   |
| Action du système, appelé lagrangien | {\displaystyle {\hat {L}}={\hat {K}}-{\hat {V}}} |

### Postulat III
Mesure : valeurs possibles d'une observable
La mesure d'une grandeur physique représentée par l'observable  A ne peut fournir que l'une des valeurs propres de A.
Les vecteurs propres et les valeurs propres de cet opérateur ont une signification spéciale : les valeurs propres sont les valeurs pouvant résulter d'une mesure idéale de cette propriété, les vecteurs propres étant l'état quantique du système immédiatement après la mesure et résultant de cette mesure (voir postulat V : réduction du paquet d'onde). En utilisant la notation bra-ket, ce postulat peut s'écrire ainsi :
{\displaystyle {\hat {A}}|\alpha _{n}\rangle =a_{n}|\alpha _{n}\rangle }
où {\displaystyle {\hat {A}}}, {\displaystyle |\alpha _{n}\rangle } et {\displaystyle a_{n}} désignent, respectivement, l'observable, le vecteur propre et la valeur propre correspondante.
Les états propres de tout observable {\displaystyle {\hat {A}}} sont complets et forment une base orthonormée dans l'espace de Hilbert.
Cela signifie que tout vecteur {\displaystyle |\psi (t)\rangle } peut se décomposer de manière unique sur la base de ces vecteurs propres ({\displaystyle |\phi _{i}\rangle }):
{\displaystyle |\psi \rangle =c_{1}|\phi _{1}\rangle +c_{2}|\phi _{2}\rangle +...+c_{n}|\phi _{n}\rangle +...}

### Postulat IV
Postulat de Born : interprétation probabiliste de la fonction d'onde
La mesure d'une grandeur physique représentée par l'observable A, effectuée sur l'état quantique normalisé {\displaystyle |\psi (t)\rangle }, donne le résultat an, avec la probabilité Pn égale à |cn|2.
Le produit scalaire d'un état et d'un autre vecteur (qu'il appartienne ou non à {\displaystyle {\mathcal {H}}}) fournit une amplitude de probabilité, dont le carré correspond à une probabilité ou une densité de probabilité de la façon suivante :
- Pour un système constitué d'une seule particule dans un état {\displaystyle |\alpha \rangle } normé, la fonction d'onde {\displaystyle \Psi _{\alpha }(\mathbf {r} )=\langle \mathbf {r} |\alpha \rangle } est l'amplitude de probabilité que la particule soit à la position {\displaystyle \mathbf {r} }. La probabilité {\displaystyle P_{\alpha }(\mathbf {r} )} de trouver la particule entre {\displaystyle \mathbf {r} } et {\displaystyle \mathbf {r} +d\mathbf {r} } est:
{\displaystyle P_{\alpha }(\mathbf {r} )={|\langle \mathbf {r} |\alpha \rangle |}^{2}d^{3}\mathbf {r} \equiv {|\Psi _{\alpha }(\mathbf {r} )|}^{2}d^{3}\mathbf {r} }
Donc {\displaystyle \rho _{\alpha }(\mathbf {r} )={|\langle \mathbf {r} |\alpha \rangle |}^{2}} est une densité de probabilité.
- Si le système est dans un état {\displaystyle |\alpha \rangle } normé, alors l'amplitude de probabilité {\displaystyle C_{\beta \alpha }\,} et la probabilité {\displaystyle P_{\beta \alpha }\,} de le retrouver dans tout autre état {\displaystyle |\beta \rangle } sont:
{\displaystyle C_{\beta \alpha }=\langle \beta |\alpha \rangle }.
{\displaystyle P_{\beta \alpha }={|\langle \beta |\alpha \rangle |}^{2}}.
Ni {\displaystyle |\alpha \rangle }, ni {\displaystyle |\beta \rangle } ne doivent être nécessairement un état propre d'un opérateur quantique.
- Dans l'éventualité où un système peut évoluer vers un état {\displaystyle |\alpha ,t\rangle } au temps {\displaystyle t} par plusieurs trajets différents, alors, pour autant que l'on n'effectue pas de mesure pour déterminer quel trajet a été effectivement suivi, {\displaystyle |\alpha ,t\rangle } est une combinaison linéaire des états {\displaystyle |\alpha _{j},t\rangle } où {\displaystyle j} spécifie le trajet:
{\displaystyle |\alpha ,t\rangle =\sum {w_{j}|\alpha _{j},t\rangle }}
où {\displaystyle w_{j}\,} sont les coefficients de la combinaison linéaire.
L'amplitude {\displaystyle C_{\beta \alpha }(t)={|\langle \beta |\alpha ,t\rangle |}} devient alors la somme des amplitudes {\displaystyle C_{\beta \alpha _{j}}(t)} et la probabilité {\displaystyle P_{\beta \alpha }(t)\,} contient des termes d'interférence :
{\displaystyle P_{\beta \alpha }(t)={|\langle \beta |\alpha ,t\rangle |}^{2}={\left|\sum {w_{j}\langle \beta |\alpha _{j},t\rangle }\right|}^{2}={\left|\sum {w_{j}C_{\beta \alpha _{j}}(t)}\right|}^{2}}
Mais si une mesure a déterminé que le trajet {\displaystyle k} a été suivi, alors les coefficients deviennent {\displaystyle w_{j}\rightarrow \delta _{jk}} et les sommes précédentes se réduisent à un seul terme.
- En supposant que le système se trouve dans un état {\displaystyle |\alpha \rangle }, alors la prédiction théorique de la valeur moyenne de la mesure de l'observable {\displaystyle {\hat {A}}} est donnée par :
{\displaystyle {\langle {\hat {A}}\rangle }_{\alpha }=\langle \alpha |{\hat {A}}|\alpha \rangle }

### Postulat V
Mesure : réduction du paquet d'onde; obtention d'une valeur unique; projection de l'état quantique
Si la mesure de la grandeur physique A, à l'instant t, sur un système représenté par le vecteur {\displaystyle |\psi \rangle } donne comme résultat la valeur propre {\displaystyle a_{n}\,}, alors l'état du système immédiatement après la mesure est projeté sur le sous-espace propre associé à {\displaystyle a_{n}\,}:
{\displaystyle |\psi '\rangle ={\frac {{\hat {P}}_{n}|\psi \rangle }{\sqrt {P(a_{n})}}}}
Où {\displaystyle P(a_{n})\,} est la probabilité de trouver comme résultat la valeur propre {\displaystyle a_{n}\,} et {\displaystyle {\hat {P}}_{n}} est l'opérateur projecteur défini par
{\displaystyle {\hat {P}}_{n}=\sum _{k=1}^{g_{n}}|u_{n,k}\rangle \langle u_{n,k}|}
Avec {\displaystyle g_{n}\,} le degré de dégénérescence de la valeur propre {\displaystyle a_{n}} et les {\displaystyle |u_{n,k}\rangle } les vecteurs de son sous-espace propre.
Ce postulat est aussi appelé "postulat de réduction du paquet d'onde".

### Postulat VI
Évolution temporelle de l'état quantique
L'état {\displaystyle \left|\Phi ,t\right\rangle } de tout système quantique non-relativiste est une solution de l'équation de Schrödinger dépendante du temps:
{\displaystyle i\hbar {\frac {\partial }{\partial t}}\left|\Phi ,t\right\rangle ={\hat {H}}\left|\Phi ,t\right\rangle }
Le sixième postulat est l'équation de Schrödinger. Cette équation est
l'équation dynamique de la mécanique quantique. Elle signifie simplement que
c'est l'opérateur « énergie totale » du système ou hamiltonien, qui est
responsable de l'évolution du système dans le temps.
En effet, la forme de l'équation montre qu'en appliquant l'hamiltonien à la
fonction d'onde du système, on obtient sa dérivée par rapport au temps c'est-à-dire comment elle varie dans le temps.
Cette équation n'est valable que dans le cadre non relativiste.